# I poliziotti di riserva
I poliziotti di riserva (The Other Guys) è un film del 2010 diretto da Adam McKay.
La pellicola ha come protagonisti Will Ferrell e Mark Wahlberg e, tra gli altri interpreti, presenta anche Eva Mendes, Michael Keaton, Steve Coogan, Ray Stevenson, Samuel L. Jackson e Dwayne Johnson.

## Trama
Il detective Allen Gamble, del dipartimento di polizia di New York, è un mite revisore dei conti che ama il lavoro burocratico e preferisce stare dietro una scrivania piuttosto che affrontare il lavoro di strada. Tuttavia, è affiancato dall'irascibile Terry Hoitz, un giovane poliziotto che è stato affidato a lui da quando ha erroneamente sparato a Derek Jeter durante le World Series. La coppia non riceve alcun rispetto dagli altri ufficiali e Terry è l'unico membro del corpo di polizia che non idolatra gli arroganti Chris Danson e P.K. Highsmith, i quali sono considerati i migliori poliziotti della città nonostante il fatto che causino milioni di dollari di danni alla proprietà per catturare criminali che commettono reati minori.
Un giorno, durante una rapina a una gioielleria, Danson e Highsmith inseguono i ladri che, dopo essere saliti sul tetto di un palazzo, si sono calati a terra con un cavo. I due poliziotti saltano giù convinti di poter resistere alla caduta, e invece perdono inevitabilmente la vita spappolandosi al suolo. Con la morte di Danson e Highsmith, Terry vuole prendere il loro posto insieme ad Allen per dimostrare di essere i nuovi eroi della città, ma continuano a fallire e a essere derisi dai colleghi, specialmente da Martin e Fosse. Ben presto però, quando Allen si mette a lavorare sul caso della violazione dei ponteggi del proprietario di case multi-miliardario David Ershon, si scopre un complotto molto più grande: la ditta per la quale Ershon è l'amministratore delegato, la Ershon Consortium, cerca di coprire le perdite degli investimenti di uno dei loro maggiori clienti, la Lendl Global. L'amministratrice della Lendl, Pamela Boardman, ha inviato un gruppo di mercenari guidati da Roger Wesley per assicurarsi che Ershon ripaghi le perdite.
Mentre affronta il caso, Allen si confida con Terry dicendogli che ai tempi dell'università organizzava appuntamenti amorosi e incontrò la sua futura moglie Sheila quando fu ricoverato in ospedale con dell'ortica nel retto quando perse il controllo della sua vita, e promettendole di non perderlo di nuovo, scelse di lavorare come contabile delle forze dell'ordine. Quando Sheila rivela di essere incinta, Allen riprende il suo vecchio "lato oscuro" da pappone e lei lo caccia fuori di casa. Nel frattempo Terry cerca senza successo a riconnettersi con la sua ex-fidanzata Francine, la quale lo aveva abbandonato per il suo carattere scontroso. A peggiorare le cose, Wesley continua a mettere i bastoni tra le ruote a Terry e Allen fino al punto in cui il capitano della polizia Mauch toglie loro il caso proprio quando scoprono che Ershon pianifica di frodare la lotteria di New York per ripagare la Lendl.
L'investigazione si ferma ulteriormente quando l'avvocato di Ershon, Don Beaman, viene a conoscenza del suo piano per coprire le perdite, portando Wesley a ucciderlo facendolo sembrare un suicidio. Adirato dalla loro mancanza di progressi, Mauch decide di separare Terry e Allen trasferendoli, dando a Terry il compito di gestire il traffico stradale e incaricando Allen il ruolo di poliziotto di quartiere. Nonostante la rabbia di Terry, Allen continua lo stesso a lavorare al caso, scoprendo che la rapina nella quale sono morti Danson e Highsmith era stata inscenata da Wesley in modo da poter irrompere nella sede adiacente di una società di Ershon e alterare i registri. Trovando altre prove convincenti, Allen si fa restituire la pistola da Mauch e si riunisce con Terry. I due incontrano il capitano in un negozio Bed Bath & Beyond dove tiene il suo secondo lavoro, rivelando di aver evitato di affrontare il caso perché Ershon ha dei collegamenti e potrebbe rovinarlo se cerca di intromettersi, quindi permette a Terry e Allen di fermarlo.
Terry e Allen vanno a confrontarsi con Ershon durante una riunione della Lendl e scoprono che i 32 miliardi di dollari che vuole avere provengono dal fondo pensionistico della polizia. Wesley e i suoi mercenari intervengono aprendo il fuoco, ma Terry e Allen riescono a sfuggire alla sparatoria portando in salvo Ershon, così Wesley manda in giro la falsa notizia che Terry e Allen sono due agenti impazziti che hanno rapito Ershon. Terry e Allen si nascondono nell'appartamento privato di Ershon, il quale spiega ciò che sta facendo la Lendl e riferisce che i soldi della loro pensione sono già stati trasferiti e finiranno sul fondo comune d'investimento della Lendl il mattino seguente. Consci del fatto che rischieranno la vita nel tentare di impedire il trasferimento, Terry e Allen si recano a riconciliarsi con le proprie compagne.
Il mattino seguente i mercenari di Wesley si mettono a inseguire i due poliziotti con Ershon, ma Allen fa ribaltare il loro furgone. Arrivano degli investitori ceceni che attaccano la loro automobile in elicottero mentre altri investitori dalla Nigeria li inseguono in moto, ma i tre seminano entrambi e raggiungono la banca dove riescono a interrompere il trasferimento, salvando la loro pensione e quella degli altri agenti. Improvvisamente viene Wesley, che spara ferendo tutti e tre, ma prima di poter fare altro giungono i rinforzi della polizia guidati da Mauch, il quale fa arrestare Ershon e Wesley. L'arresto di Ershon porta a un crollo del mercato azionario e al conseguente piano di salvataggio federale della Lendl. Il film si conclude con Terry e Allen che iniziano ad affrontare un nuovo caso mentre il narratore spiega che i veri eroi sono le persone comuni che lavorano per fare la differenza, non quelli che appaiono sui giornali o in televisione.

## Produzione
Nella fase di pre-produzione, il film era intitolato The B-Team ed era basato sulla serie televisiva statunitense degli anni Ottanta A-Team. Ideato da Adam McKay e Chris Henchy, il progetto era gestito dalla Gary Sanchez Productions e dalla Mosaic. La Sony Pictures il 27 febbraio 2009 ne acquistò i diritti comunicando anche l'intenzione di voler registrare il titolo. Tuttavia, nel corso del 2009 i produttori della serie e la Sony apportarono consistenti modifiche al progetto, cambiando sia il titolo che la trama negli attuali. Nel frattempo erano stati scelti i principali componenti del cast. Delineato il progetto definitivo, le riprese del film sono ufficialmente iniziate il 23 settembre 2009 e si sono svolte interamente nella città di New York.
Il budget stimato utilizzato per la produzione del film è di circa 100 milioni di dollari.

## Distribuzione
Il film è stato distribuito nelle sale cinematografiche degli Stati Uniti dal 6 agosto 2010. Tra i mesi di settembre e novembre 2010 è stato distribuito anche nel resto del mondo, in Italia l'uscita era prevista per il 26 novembre 2010, ma la Sony ha cancellato quella data non annunciandone un'altra.
In Italia è uscito direttamente per il mercato home video il 23 marzo 2011.

## Accoglienza

### Incassi
Negli Stati Uniti il film ha incassato 35543162 $ nel week-end d'apertura, risultando così il film più visto del momento. A fronte di un budget di 100 milioni di dollari, la pellicola ne ha incassati circa 119,2 milioni in Nord America e 51,2 milioni nel resto del mondo, per un totale di 170458922 $.

### Critica
Il film ha ricevuto recensioni positive da parte della critica. Sull'aggregatore di recensioni Rotten Tomatoes ha un indice di gradimento del 79% basato su 206 recensioni, con un voto medio di 6,7 su 10. Su Metacritic ottiene un punteggio di 64 su 100 basato su 35 recensioni.
The Hollywood Reporter ha definito il film un ottimo miscuglio di azione e commedia e che si tratta del miglior lavoro realizzato fino allora da Adam McKay. Anche il Chicago Sun-Times ha apprezzato il lavoro del regista, facilitato dalle buone interpretazioni del cast. USA Today ha paragonato il film a uno sketch del Saturday Night Live, spiegando che sarebbe stato molto più divertente se fosse durato 15 o massimo 45 minuti. Il Washington Post ha scritto che la pellicola usa del materiale che in genere non è particolarmente divertente, ma nella maggior parte dei casi il film riesce ugualmente a far ridere. Altre testate, come il New York Times, hanno invece messo in luce come la trama non sia uno dei punti di forza del film.